# Кампиони, Сантин Петрович
Сантино Петрович Кампиони (также Сантин, Сентин, полностью Сантино Валентино Израэлло Кампиони; 1774—1847) — российский скульптор итальянского происхождения, отец архитектора П. С. Кампиони.

## Биография
Родился в Варенне (Италия) 13 февраля 1774 года (некролог ошибочно указывает на рождение в Варезе). В 1783 году ребёнком переехал из города Варесе в Италии вместе со своим отцом Пьетро Антонио в Санкт-Петербург, где отец основал мастерскую для работ по мрамору, алебастру и отливки статуй.
В 1790-х годах участвовал в создании архитектурно-паркового ансамбля Гатчины для императора Павла I, выполняя работы в разных жанрах искусства.
Мастерская Кампиони переехала в Москву в 1795 году и по-прежнему занималась орнаментальными и облицовочными работами и изготовлением фризов во взаимодействии с известными архитекторами.
Около 1818 года он женился на Марии Антоновне Роспини. В следующем году у них родился первенец Пьетро, проживший не больше года, а затем появились сыновья Александр, Николай и Пётр.
Умер в 1847 году. Был похоронен на Введенском кладбище в Москве (уч. 11).
Сыновья продолжили дело отца. Владельцем мастерской стал сын Александр; Николай имел свою мастерскую. Сын Пётр стал архитектором.

## Основные работы в Москве
Кампиони принимали участие в отделке:
- Благородного собрания на Моховой;
- дворца Разумовских на Гороховом Поле;
- дома-голубятни графа Г. А. Орлова-Чесменского у Калужской заставы;
- странноприимного дома графов Шереметевых на Сухаревке;
- усадьбы Шереметевых Останкино, где применили отделку «стукко» и создали барельеф «Вакханки с лютнями» в Итальянском павильоне;
- Голицынской больницы (1796, отделкa мрамором и роспись «гризайль»);
- господского дома Голициных в Кузьминках (впервые в 1804 году, в 1838 году изготовили модели для шестнадцати чугунных скульптур «египетских» львов).

Кампиони занимались также изготовлением памятников:
- колонны, отмечающей посещение Екатериной II усадьбы Архангельское (1827);
- обелиска по случая приезда в Кузьминки Петра I.

### Малые формы
Мастерская в 1830-х годах изготовила письменные приборы из оникса и агата для московского коллекционера Мусина-Пушкина[какой?], а также профессора Московского университета М. Я. Мудрова.